# Les Indes galantes
Les Indes galantes – typowa dla francuskiej tradycji operowej i dla twórczości Jeana-Philippe’a Rameau opera – balet (opéra-ballet) skomponowana dla opery w Paryżu na sezon 1735 roku. Składa się z 4 entrées z prologiem (pierwsza wersja posiadała tylko 2 entrées, druga skomponowana pod koniec 1735 roku – 3, a trzecia i ostateczna wersja z 1736 roku – 4 entrées).
Tematem opery-baletu jest miłość, która przegnana z Europy wędruje po innych kontynentach, ścigana przez boga wojny Marsa. Odwiedza między innymi Indie i Amerykę Południową (tj. Indie Zachodnie), stąd tytuł utworu. Ostatecznie Mars zostaje pokonany, a miłość i pokój znów goszczą w Europie.

## Historia utworu
Po sukcesie Hipolita i Arycji Rameau postanowił zmierzyć się z głównym gatunkiem sceny paryskiej operą-baletem. Skorzystał z libretta Louisa Fuzeliera (1672-1752) autora licznych komedii i tekstów operowych wystawianych w Académie Royale, a także wodewilów pisanych dla teatrów jarmarcznych. Rameau poznał go prawdopodobnie dzięki współpracy z Alexisem Pironem na Jarmarku Saint-Germain. Pierwsza wersja utworu składała się z prologu i dwóch entrée: Wielkodusznego Turka i Inków z Peru. Miała swą prapremierę 23 sierpnia 1735 roku w Académie Royale de Musique. Do trzeciego przedstawienia (28 sierpnia) dodano kolejne entrée: Kwiaty - Święto perskie. Dwupłciowe przebieranki bohaterów publiczność uznała jednak za zbyt frywolne i Fuzelier musiał pospiesznie przerabiać libretto. W poprawionej wersji Fatima podejrzewa swego męża Takmasa o romans z niejaką Atalidą, przebiera się więc za niewolnicę i przekonuje się, że jej podejrzenia były bezzasadne. Po 28 przedstawieniach autorzy dopisali jeszcze jedną nowelkę zatytułowaną Dzicy, wystawioną po raz pierwszy 10 marca 1736 roku. Swe pierwsze ważne role u Rameau otrzymał w tej sztuce Pierre Jélyotte, a wśród tancerzy błyszczała panna Marie Sallé, która właśnie wróciła z Londynu, gdzie grała w arcydziełach Händla. Publiczność przyjęła sztukę początkowo nieufnie, z czasem jednak jej powodzenie zaczęło rosnąć. Le Mercure z listopada 1735 uznawał za udanych tylko Inków, wyrzucając autorowi libretta nieścisłości geograficzne. Louis Cahuzac, przyszły librecista Rameau wspomina, że utwór był dla publiczności za trudny i ta tłumnie opuszczała przedstawienia, skarżąc się na nadmiar szesnastek i niemożliwość zanucenia czegokolwiek. W niecałe pół roku później melodie z tej sztuki były już na tyle popularne, że stała się ona przedmiotem parodii. Pierwsze kompletne wznowienie opery miało miejsce w 1743 roku i utrzymało się na afiszu do roku 1761, a następnie przez 12 lat wystawiano jeszcze pojedyncze entrée.

## Osoby

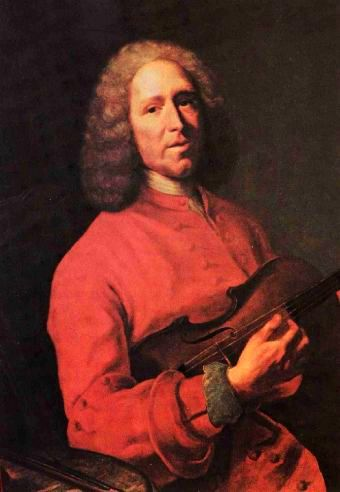
Jean-Philippe Rameau

| Rola                                             | Głos   | Aktor                  |
| ------------------------------------------------ | ------ | ---------------------- |
| Hebe, bogini młodości                            | sopran | p. Erremans            |
| Bellona, bogini wojny                            | bas    | p. Cuignier            |
| Amor, bóg miłości                                | sopran | p. Petitpas            |
| Osman, pasza turecki, zakochany w Emilii         | bas    | Jean Dun               |
| Emilia, ukochana Walerego                        | sopran | p. Pélissier           |
| Walery, ukochany Emilii                          | tenor  | Pierre Jélyotte        |
| Huascar, inkaski arcykapłan boga słońca          | bas    | Claude Chassé          |
| Phani, Indianka                                  | sopran | Marie Antier           |
| Don Carlos, oficer hiszpański, zakochany w Phani | tenor  | Pierre Jélyotte        |
| Takmas, książę perski, zakochany w Zairze        | tenor  | Denis-Ftrançois Tribou |
| Ali, faworyt Takmasa, zakochany w Fatimie        | bas    | p. Person              |
| Zaira niewolnica Alego                           | sopran | p. Erremans            |
| Fatima, niewolnica Takmasa                       | sopran | p. Petitpas            |

## Treść

### Prolog

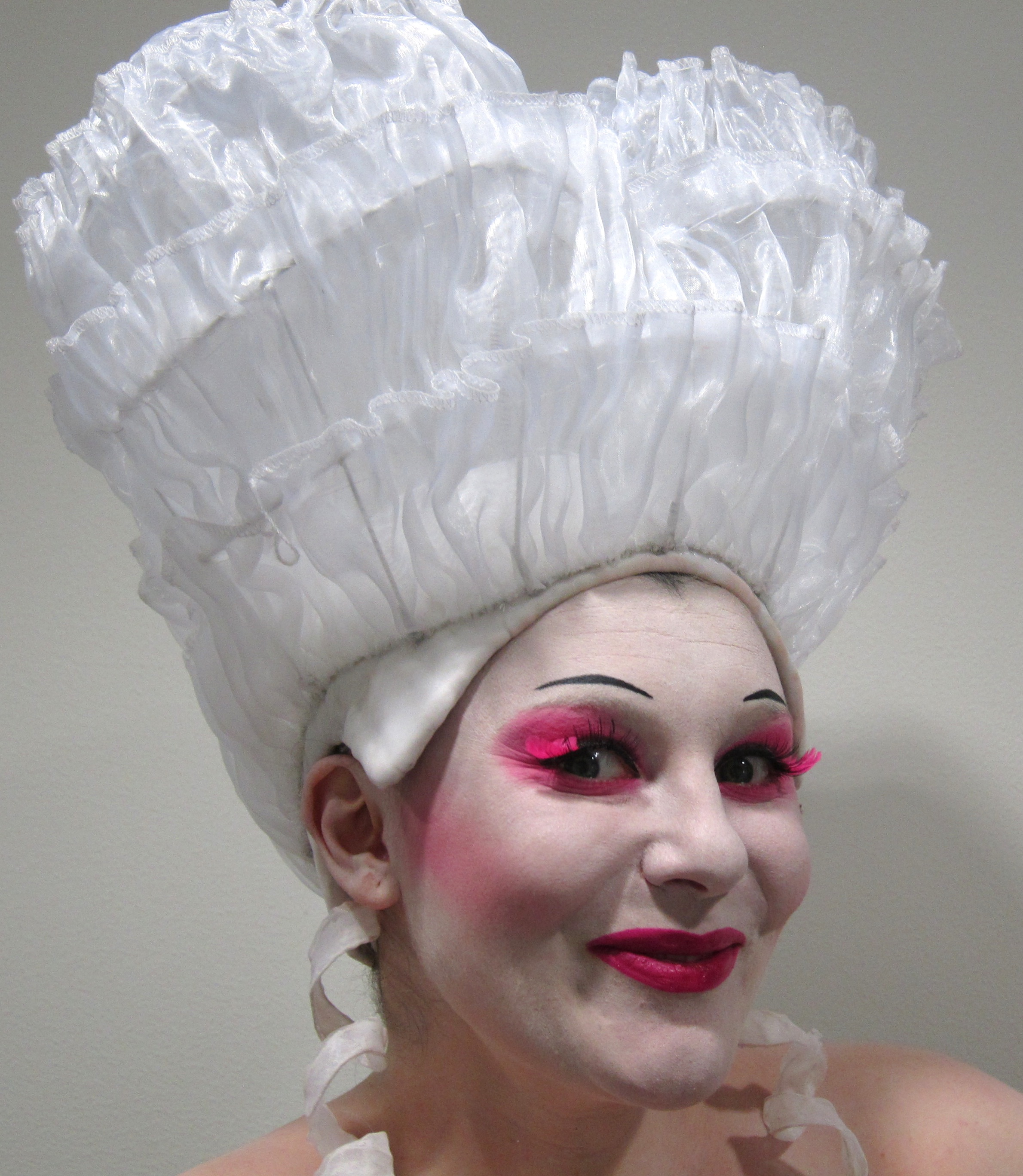
Paivi Pylvanainen jako Hebe. Helsinki. 2013

Bogini Hebe zgromadziła cztery narody: Francuzów, Hiszpanów, Włochów i Polaków, by sławić miłość. Pochwałę miłości przerywa wejście Bellony, której bojowe trąbki wywołują zupełnie inne nastroje. Hebe wzywa Amora, który na czele armii uzbrojonej w łuki i strzały ma ścigać zastępy Bellony.

### 1. Entrée: Le Turc généreux (Wielkoduszny Turek)
Osman Pasza wziął w jasyr piękną Emilię. Zakochał się w niej bez pamięci, ona jednak opiera się jego zalotom. Porwana przez piratów w dalekiej ojczyźnie pozostawiła bowiem ukochanego. Wybucha burza, w jej wyniku dochodzi do rozbicia okrętu. Jednym z rozbitków okazuje się ukochany Emilii, Walery, poszukujący jej po całym świecie. Radość zakochanych trwa jednak krótko, bo oto znowu pojawia się Osman Pasza. Turek rozpoznaje Walerego, u którego był niegdyś w niewoli, i który traktował go szlachetnie. Teraz więc wielkodusznie zwraca wolność zakochanym i wysyła ich do ojczyzny na okręcie pełnym podarków. Ze złamanym sercem patrzy jak Emilia odpływa z Walerym, śpiewając ze szczęścia.

### 2. Entrée: Les Incas du Pérou (Inkowie z Peru)
Akcja drugiego entrée rozgrywa się na pustyni peruwiańskiej u stóp wulkanu. Piękna Indianka Phani jest zakochana w hiszpańskim oficerze o imieniu Carlos. Ukochany wyrzuca jej, że się waha, jej jednak nie jest łatwo zerwać więzy krwi i obyczaju. Zbliża się wielkie Święto Słońca, podczas którego Carlos chce porwać ukochaną, ona jednak drży na myśl o zemście współplemieńców. W Phani jest też zakochany arcykapłan Słońca, Huascar, który natarczywie domaga się, by za niego wyszła, próbuje jej też obrzydzić Hiszpanów, przypisując im wyłącznie namiętność do inkaskiego złota. Kiedy Phani pozostje nieczuła na jego umizgi, postanawia złapać ją w pułapkę. Rozpoczyna się święto. Nagle ziemia zaczyna drżeć. Wszyscy uciekają przed gniewem wulkanu, Huascar chwyta jednak Phani. Uwalnia ją jednak Carlos, który odkrywa, że to arcykapłan wywołał katastrofę. Zakochani sławią swój związek miłosny, a Huascar przyzywa na swoją głowę ogniste kamienie i ginie pod ich gradem.

### 3. Entrée: Les Fleurs, fête persane (Kwiaty - Święto perskie)
Perski książę Takmas zakochał się w niewolnicy swego faworyta Alego, Zairze. Zjawia się u niego przebrany za handlarkę. Ali rozpoznaje księcia w kobiecym przebraniu i dowiedziawszy się o celu jego wizyty zwierza mu się ze swej miłości do jego niewolnicy Fatimy. Młodzieńcy dochodzą do porozumienia, po czym książę słucha w ukryciu wynurzeń miłosnych Zairy. Nie udaje mu się jednak zorientować w kim Zaira jest zakochana. Kiedy próbuje ją wyswatać i pokazuje jej swój portret, dziewczyna, spłoszona, ucieka. W ogrodzie Alego pojawia się tymczasem Fatima w przebraniu polskiego niewolnika, która przybywa powodowana miłością do Alego. Zwierza się ze swej miłości przed Takmasem, ten zaś domyśla się w niej rywala. Kiedy więc chwilę później widzi ją z Zairą, chce ją zasztyletować. Fatima jednak dekonspiruje się, a Ali staje w jej obronie. Okazuje się, że Zaira jest zakochana w Takmasie i zakochani łączą się ze sobą. Rozpoczyna się święto kwiatów.

### 4. Entrée: Les Sauvages (Dzicy)

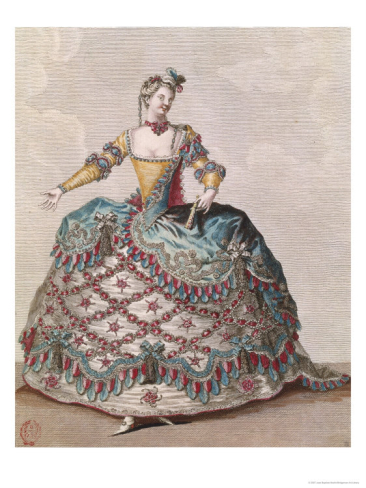
Jean-Baptiste Martin: strój Indianki do Les Indes Galantes

Wojsko francuskie i hiszpańskie oraz dzicy wojownicy mają wspólnie święcić święto Fajki i Pokoju. Dzielny tubylec Adario, zadowolony z rozwoju sytuacji militarnej, drży o swą ukochaną, dwaj obcy oficerowie pałają bowiem miłością do jego ukochanej, Zimy. Stały w uczuciach Hiszpan Alvaro i płochy Francuz Damon zabiegają o względy pięknej dzikuski. Ona jednak nie chce dokonać wyboru między zazdrością jednego z konkurentów a płochością drugiego, pomiędzy nadmiarem i niedostatkiem uczuć, i wybiera miłość zgodną z naturą, do Adaria, który wyłania się z gęstwiny, gdzie, ukryty, podsłuchiwał całą rozmowę. Alvaro i Damon z galanterią ustępują mu pola. Adario i Zima padają sobie w ramiona. Rozpoczynają się świąteczne ceremonie.

## Charakterystyka utworu
Nikła fabuła utworu stanowi tylko, jak w rewiach brodwayowskich, pretekst dla widowiska muzycznego. Trzy pierwsze entrées posiadają własną uwerturę. W przyszłych operach-baletach Rameau zrezygnuje z tego rozwiązania. Pierwsza część aktu służy nakreśleniu intrygi, ustępując następnie miejsca widowisku. W Wielkodusznym Turku akcja rozwija się leniwie, by wpaść w wir złowrogiej burzy, w której przez rozszalałe żywioły przedzierają się przerażone głosy Emilii i chóru. W finale zwraca uwagę piękny duet z chórem Volez Zéphires i kilka spośród najsławniejszych tańców Rameau. Inkowie w porównaniu z Turkiem odznaczają się wyraźną linią dramaturgiczną. Akcję rozpoczyna mroczny monolog Huscara, zżeranego nienawiścią do najeźdźcy, który wraz ze świętem słońca ustępuje rytmicznej modlitwie zbiorowej i wzniosłemu, pełnemu gracji hymnowi Clair flambeau. W finale dochodzi do trzęsienia ziemi, jednego ze szczytowych osiągnięć ówczesnego malarstwa dźwiękowego. Po dramacie Rameau daje uroczą, nonszalancko potraktowaną, komedię, z piękną arią Zairy i arietką Takmasa oraz nostalgicznym gawotem en rondeau. Dzikich rozpoczyna krótki wstęp-fanfara. Po rozwikłaniu dwornej intrygi tego entrée nadchodzi finał: niezwykły taniec Fajki i Pokoju, jedna z najpiękniejszych stronic kompozytora.